# 基奇
基奇（英語：Keachi）是美国路易斯安那州下属的一座城市。根据2010年美国人口普查，该市有人口295人。建置上，属于“town”。